# Gyugyi-gyűjtemény
Pécsett, a Zsolnay Kulturális Negyedben álló Sikorski-házban állítják ki Gyugyi László, az Amerikai Egyesült Államokban élt elektromérnök, műgyűjtő Zsolnay-porcelángyűjteményét. A „Gyugyi-gyűjtemény - A Zsolnay Aranykora” kiállítás 2010. szeptember 1-jétől tekinthető meg.

## Előzmények
2009 augusztusában állapodott  meg dr. Gyugyi László Pécs városával, hogy egyedi darabokat tartalmazó magángyűjteményét a 2,5 millió euró becsült piaci érték feléért eladja a városnak. A megállapodás részeként Pécs vállalta, hogy a gyűjteményt önálló kiállításon, méltó környezetben mutatja be. Éppen ezért a Zsolnay Kulturális Negyed beruházásai közül elsőként a Sikorski család szecessziós stílusú villáját, a Sikorski-házat adták át, hogy a nagyközönség mielőbb láthassa a különleges kiállítást, amit Schmitt Pál köztársasági elnök nyitott meg.

## A gyűjtemény
A közel 700 egyedi kerámiatárgy, a hat darab vízfestékkel készült egyedi Zsolnay-tervrajz és két fényképalbum főként a gyár historikus és szecessziós korszakát reprezentálja. A kiállításon az 1870-1930 közötti időből kis sorozatban készült termékeket vagy egyedi darabokat láthatunk. Ebben az időszakban minden forma-, dekor-, technikai színváltozatból legfeljebb néhány darab készült. A gyűjtő két, kivitelben szembetűnően különböző, ám eredetében megegyező periódusra, az 1878-1885-ös korai historizmusra és főleg az 1898-1908-as szecessziós időszakra összpontosította figyelmét. Ezek mellett még igen nagy hangsúlyt fektetett a rendkívül ritkán előforduló technikával készült luxustárgyakra, a Millennium emlékére készült tárgyakra és az alapító Zsolnay család tagjai (Vilmos, Teréz, Júlia és Miklós) által 1874 és 1910 között tervezett és készített kerámiák felkutatására. Nyugat-Európa és Amerika, különösen a Zsolnay-export központi városai, Párizs, London, Bécs és New York nagy lehetőségeket kínáltak a kiemelkedő Zsolnay műtárgyak megismerésére és vételére.
Az egyedülálló művek közül különösen jelentős az a Zsolnay Vilmos kézírásával jelzett és datált festett tányér, amit Rippl-Rónai József készített. Emellett vannak itt tervezői prototípusok is, és a kiállított tárgyak többsége valamely világkiállításon (Párizs 1878, 1900; Sydney 1879; Antwerpen 1894) is szerepelt. A darabok többsége váza vagy edény.
Gyugyi László céltudatosan úgy alakította kollekcióját, hogy a gyár alkotásait a nemzetközi stílusfejlődés részeként mutassa be, és egyúttal a díszműgyártás keresztmetszetét is adja. A gyűjteményt a Helikon Kiadó 2006-ban megjelentetett, Zsolnay a nagyvilágból című könyve ismerteti. A Zsolnay Örökségkezelő Nonprofit Kft. kiadásában, gondozásában a megnyitó alkalmából 2010-ben egy bővített kiadás is megjelent  Zsolnay Aranykora-Gyugyi László gyűjteménye a nagyvilágból visszatér Pécsre címmel.

## A látogatás rendje
A nyári időszakban (április 1-től október 31-ig): 
- hétfő–vasárnap 10.00-18.00

A téli időszakban (november 1-től március 31-ig): 
- hétfő : ZÁRVA
- kedd–vasárnap 10.00-17.00

## Galéria

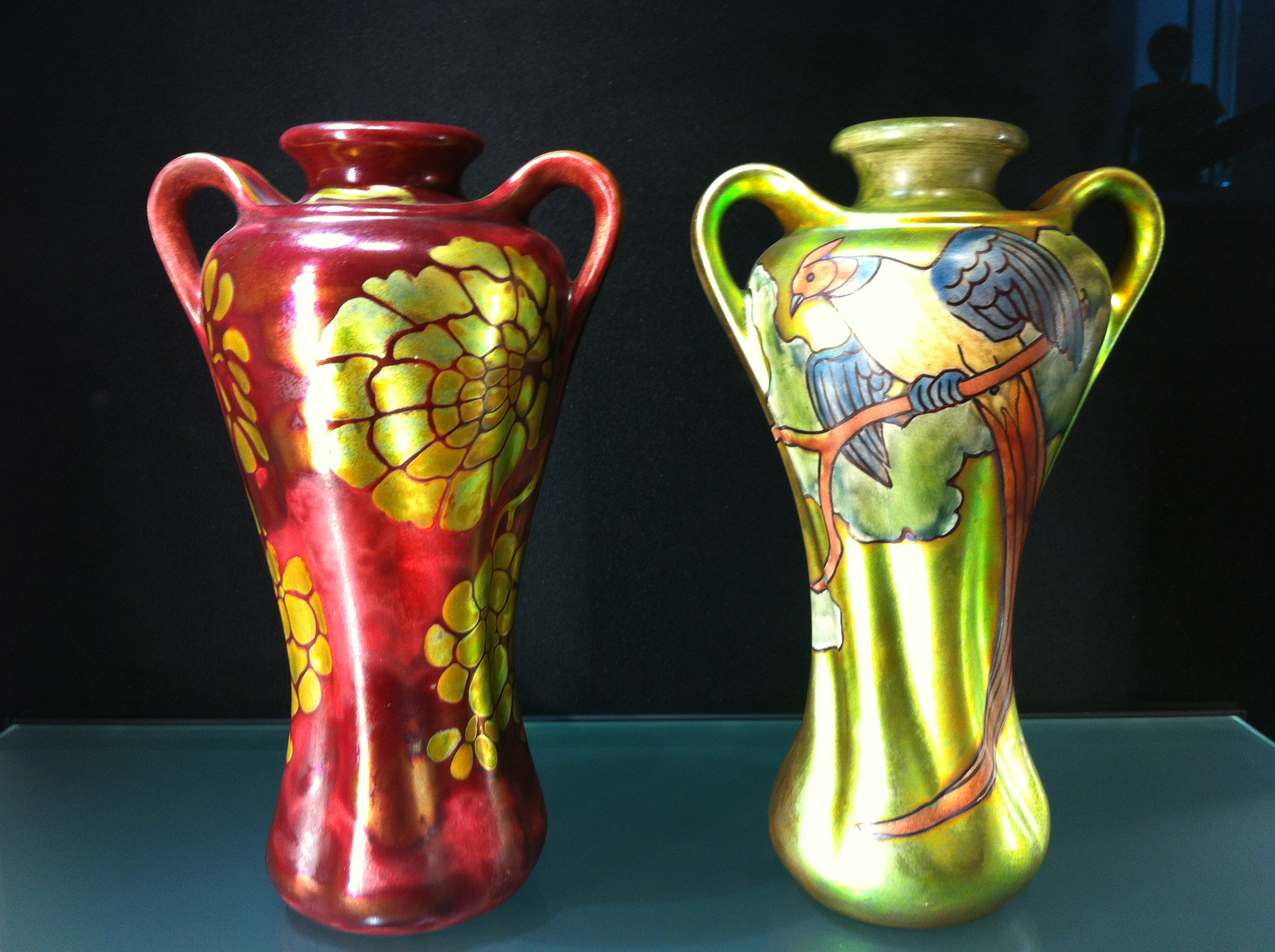
Szecessziós vázák
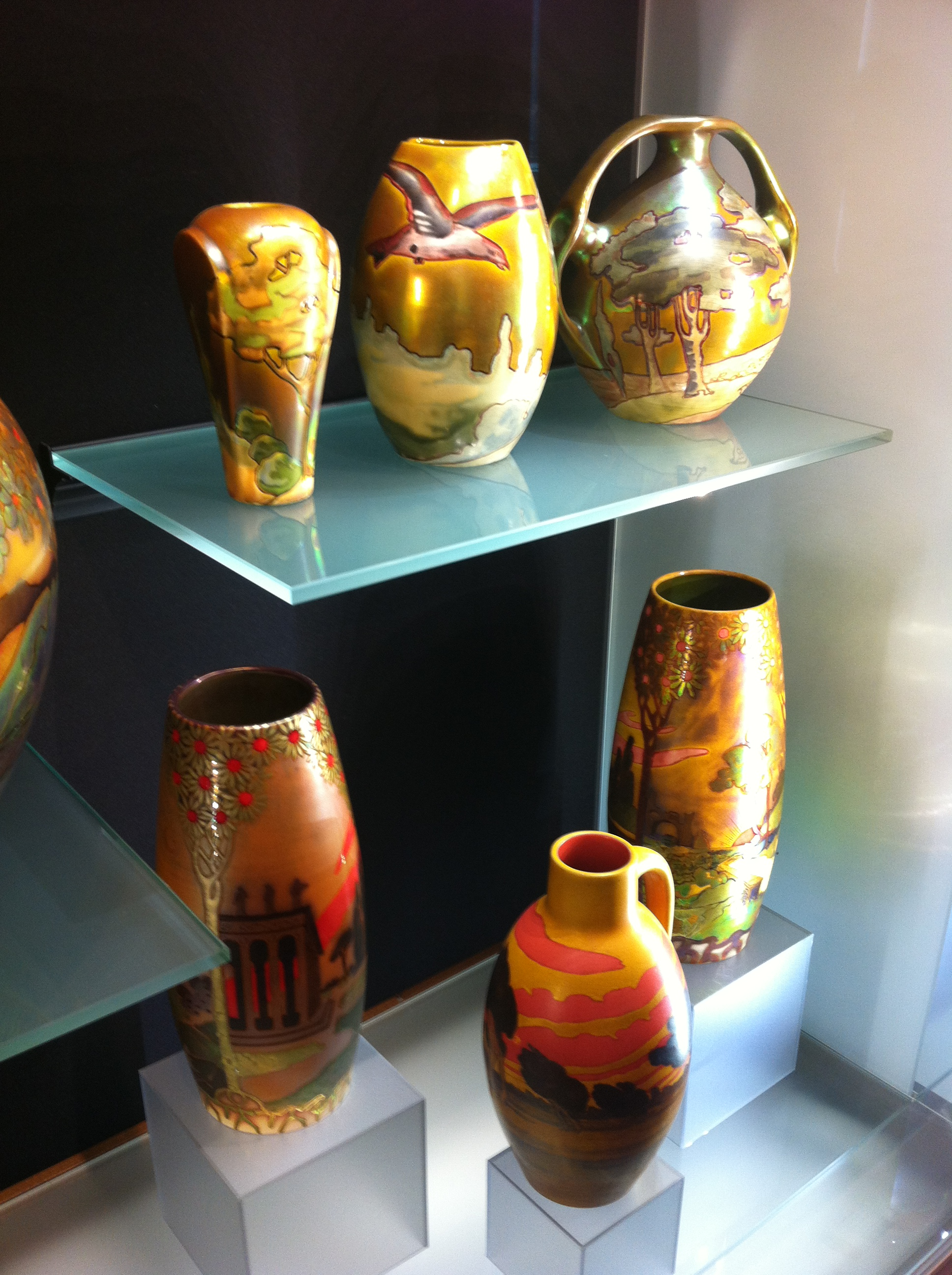
Szecessziós vázák
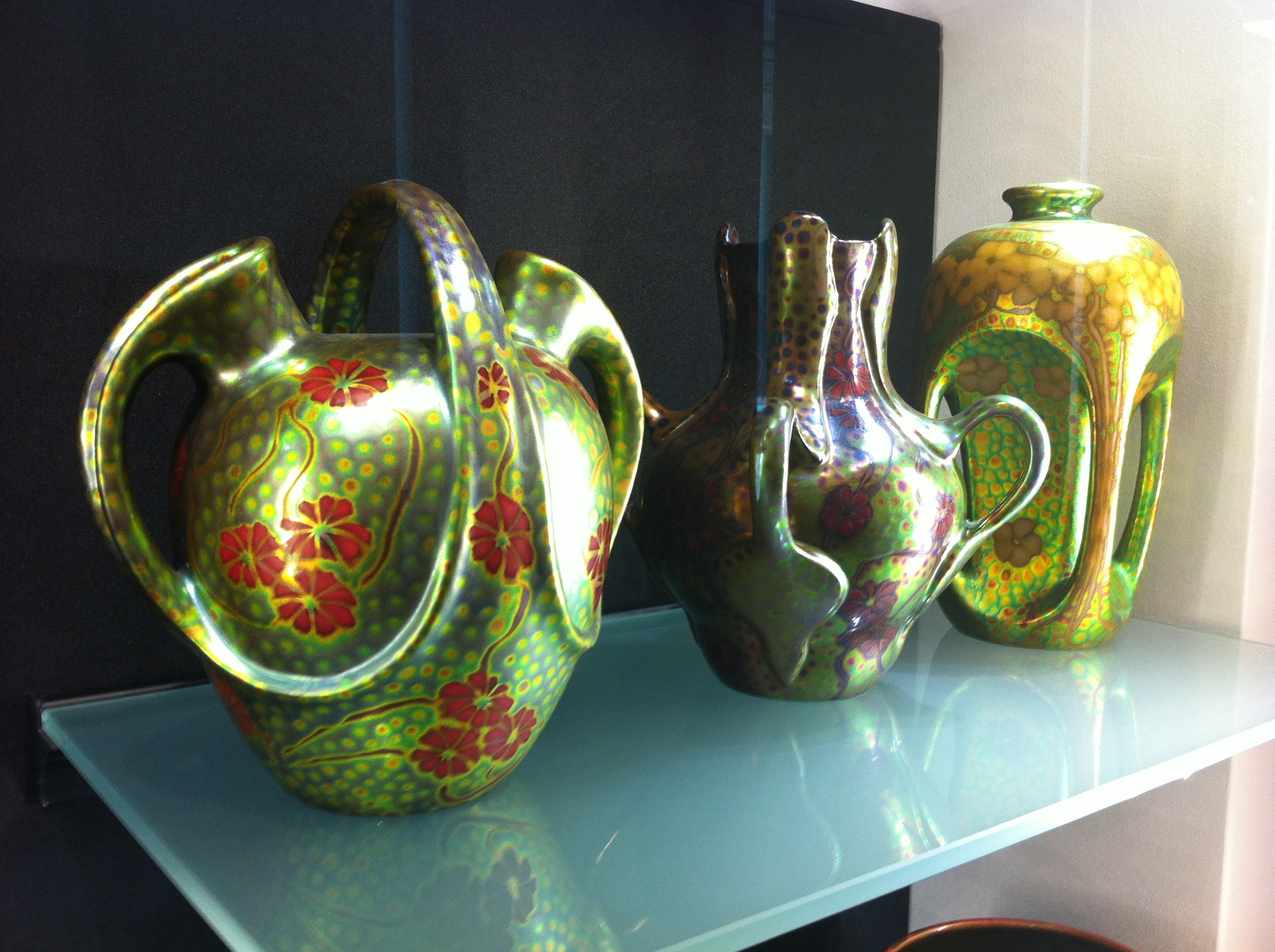
Szecessziós vázák
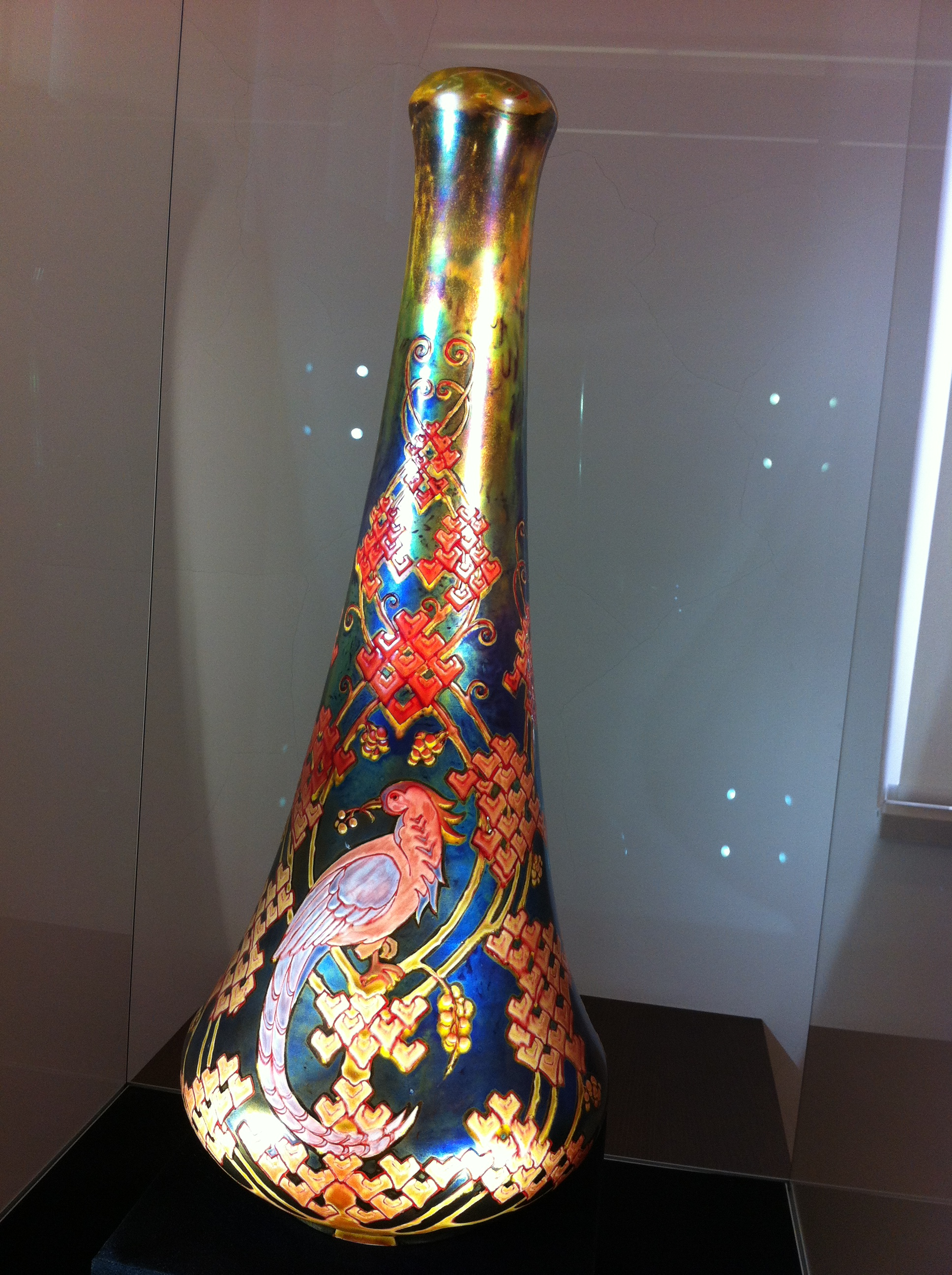
Szecessziós vázák
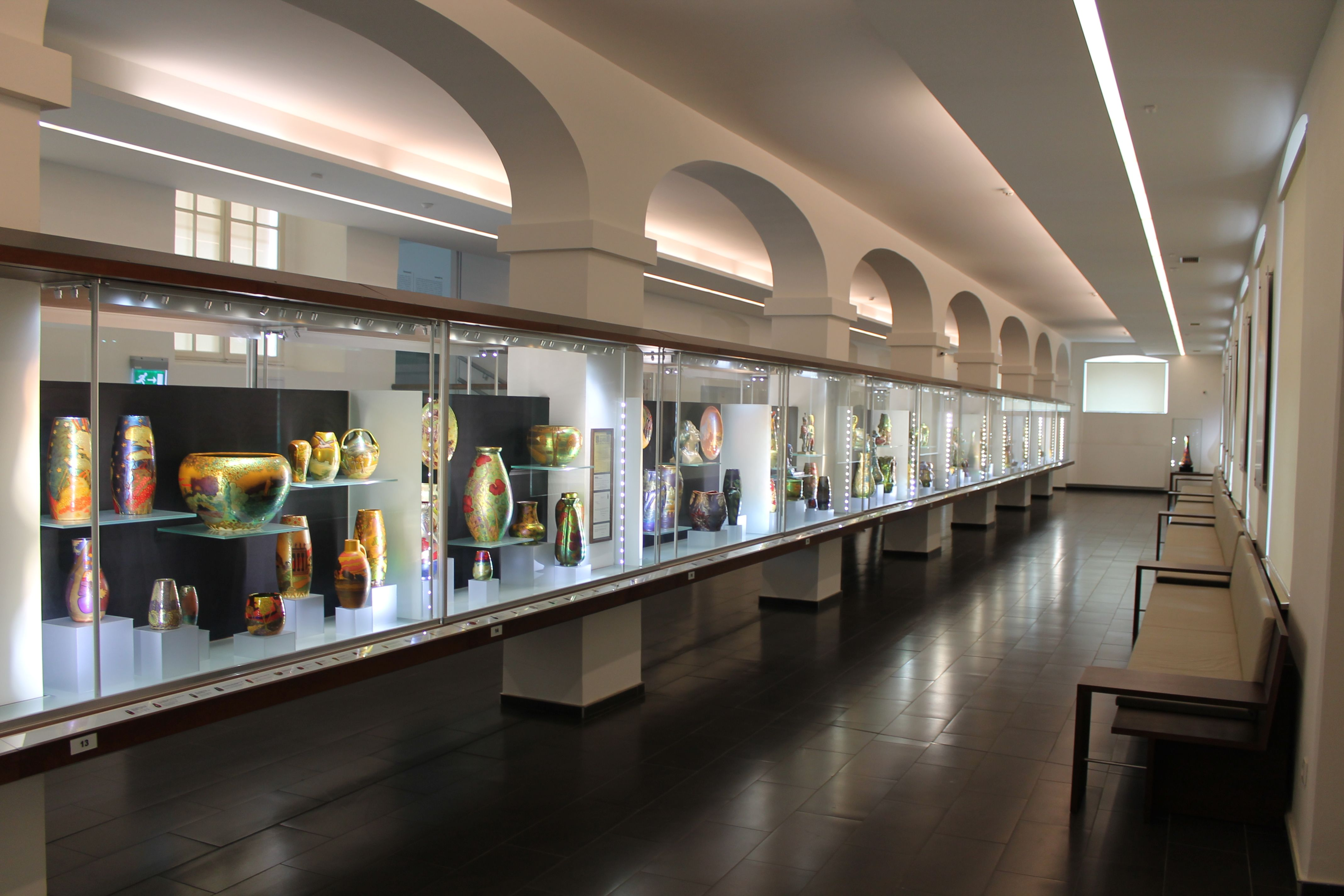
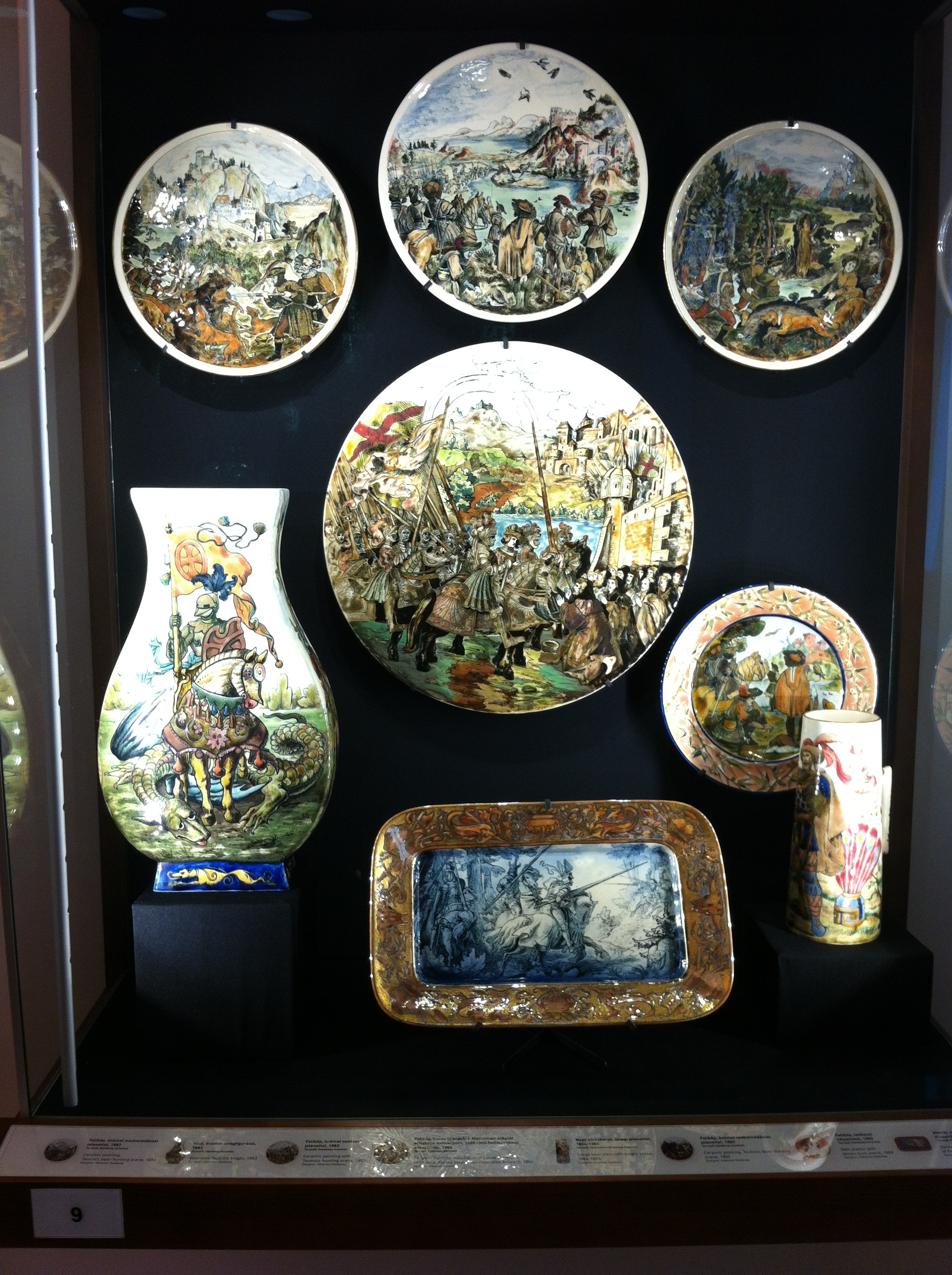
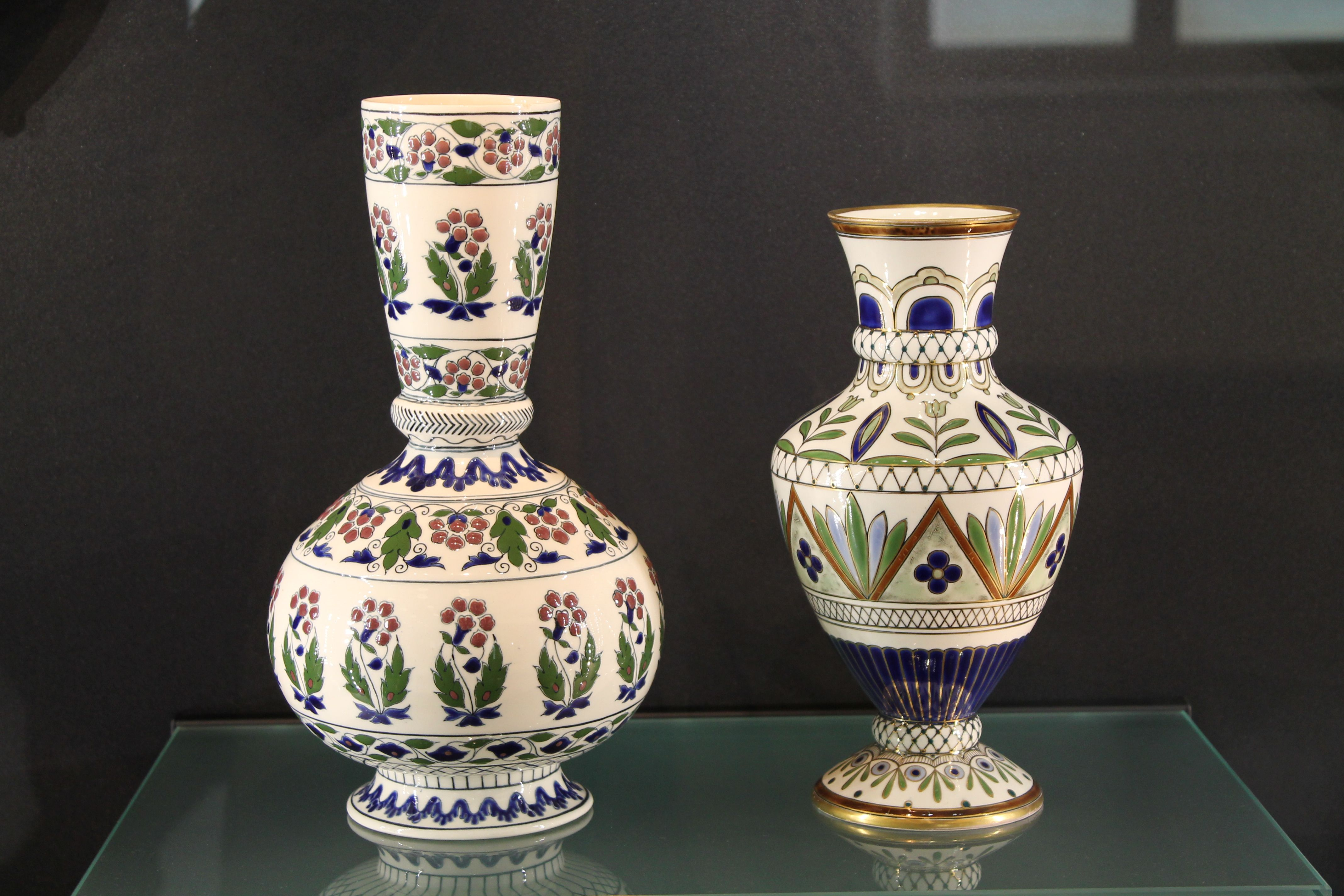
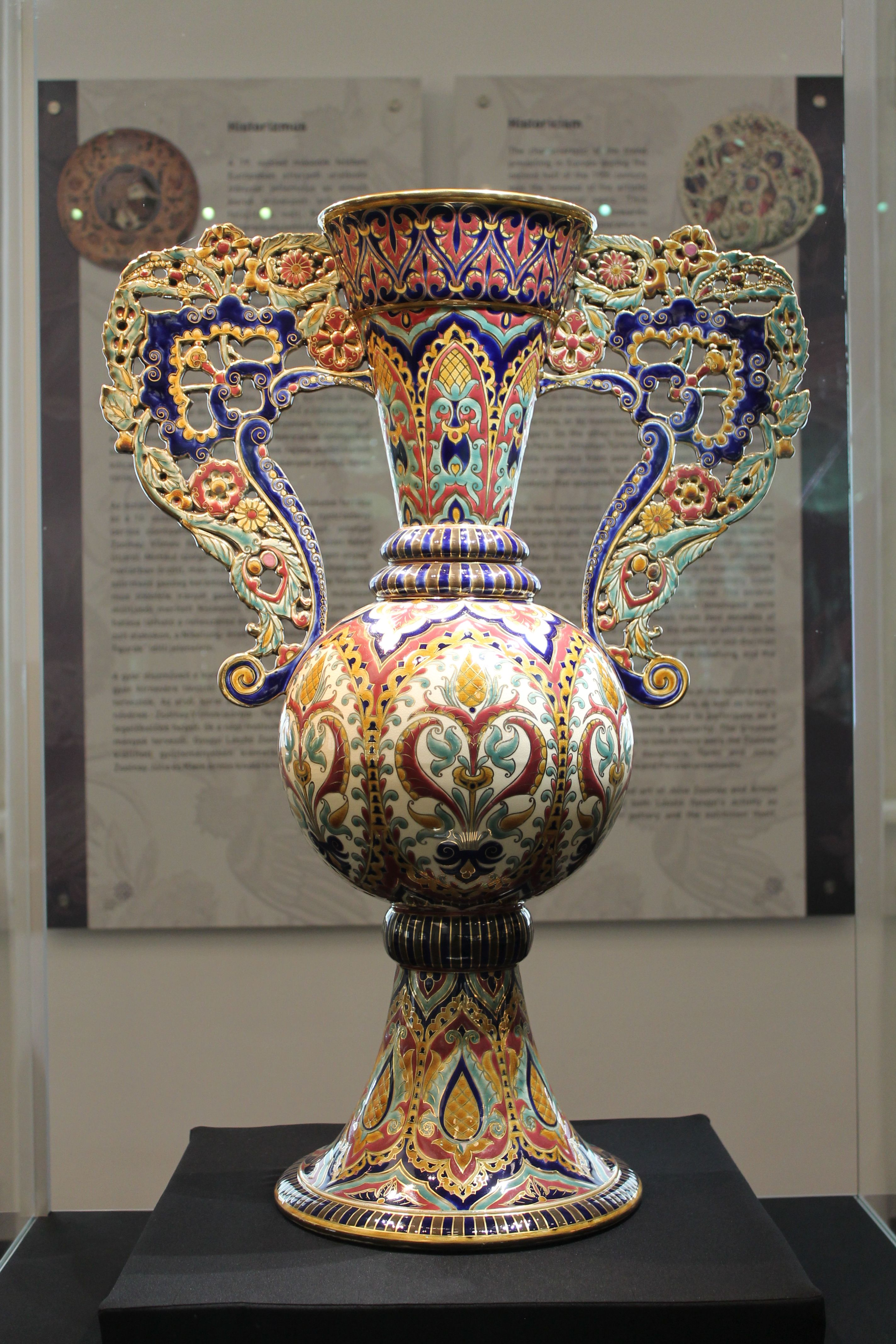
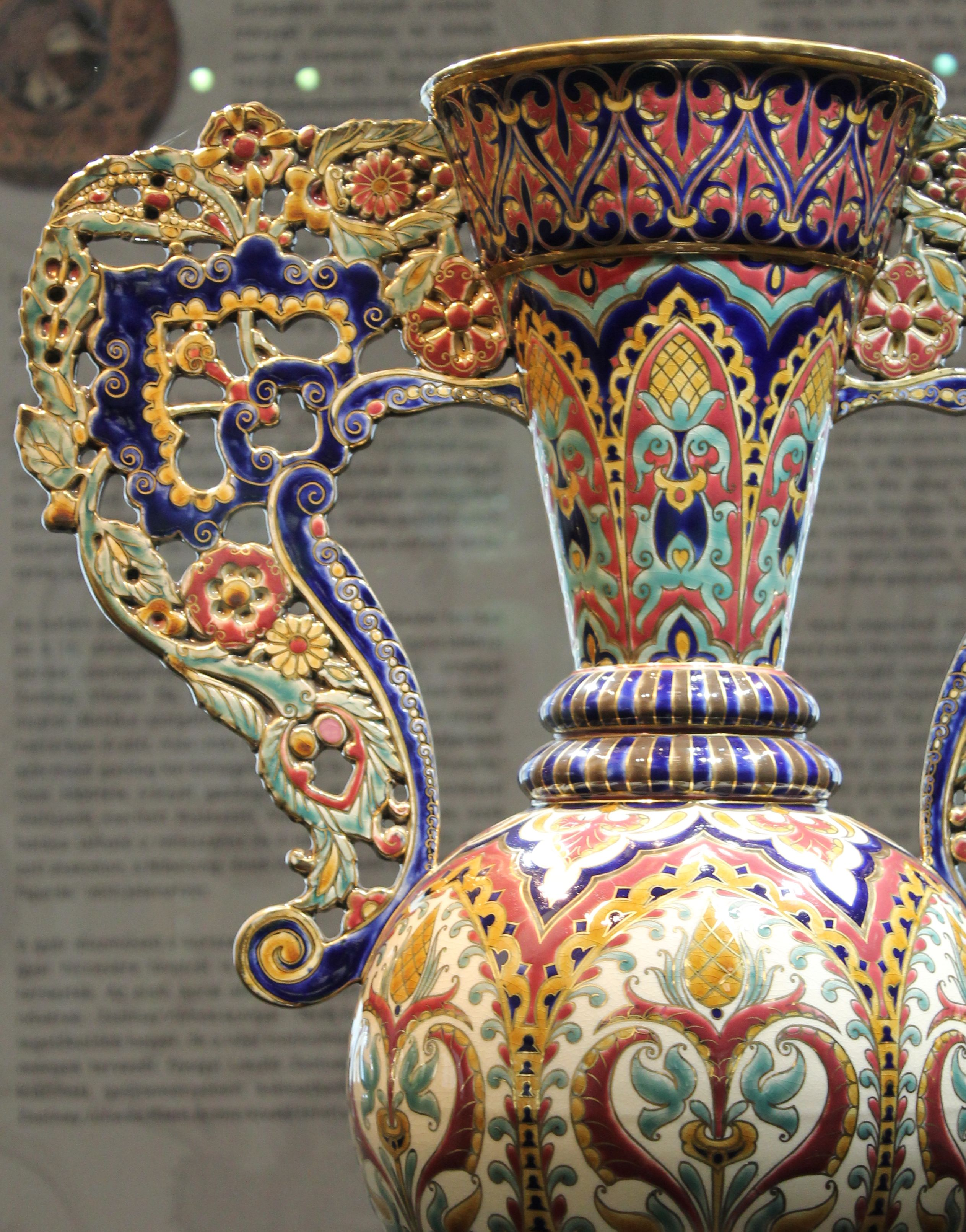
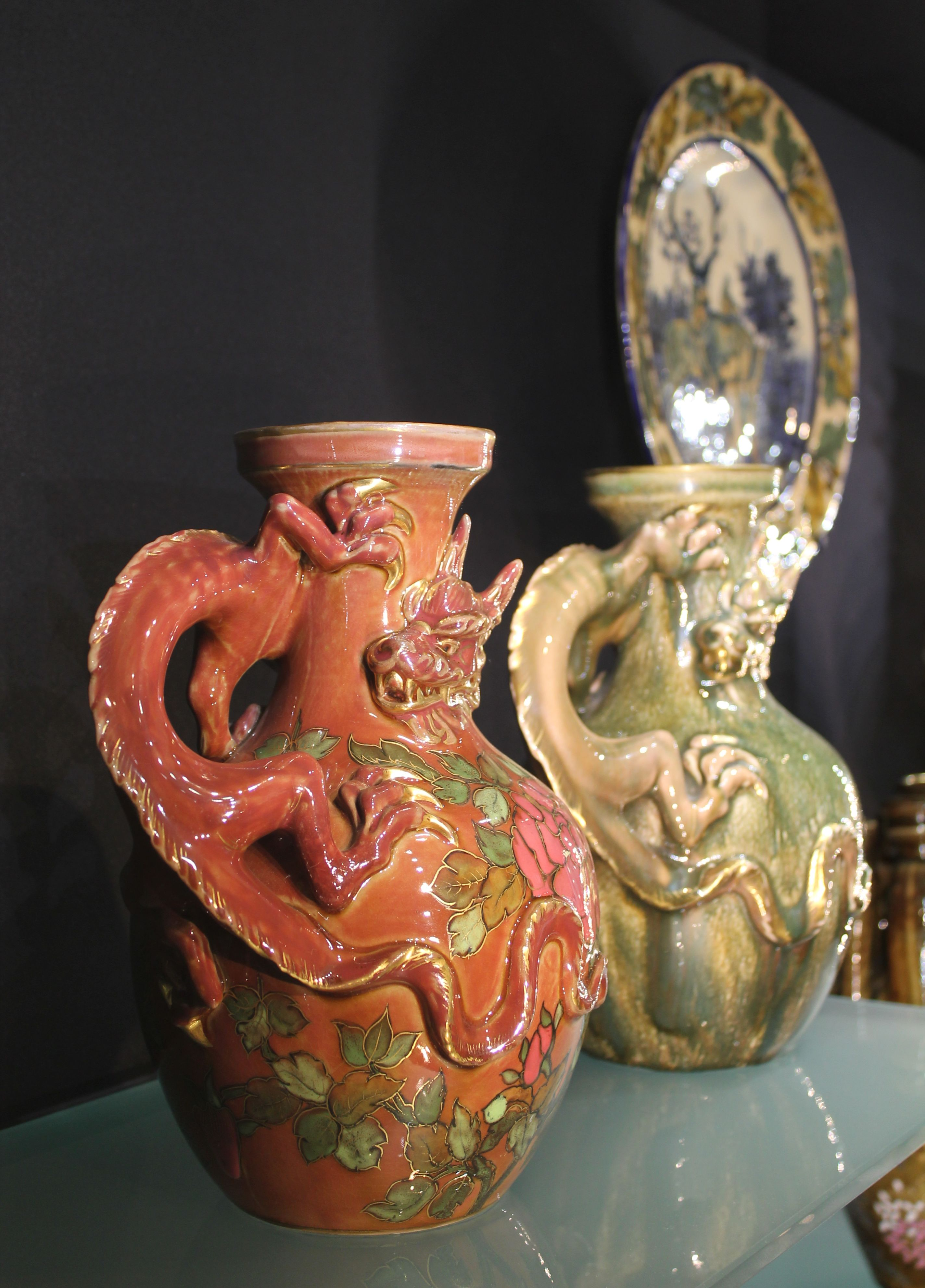
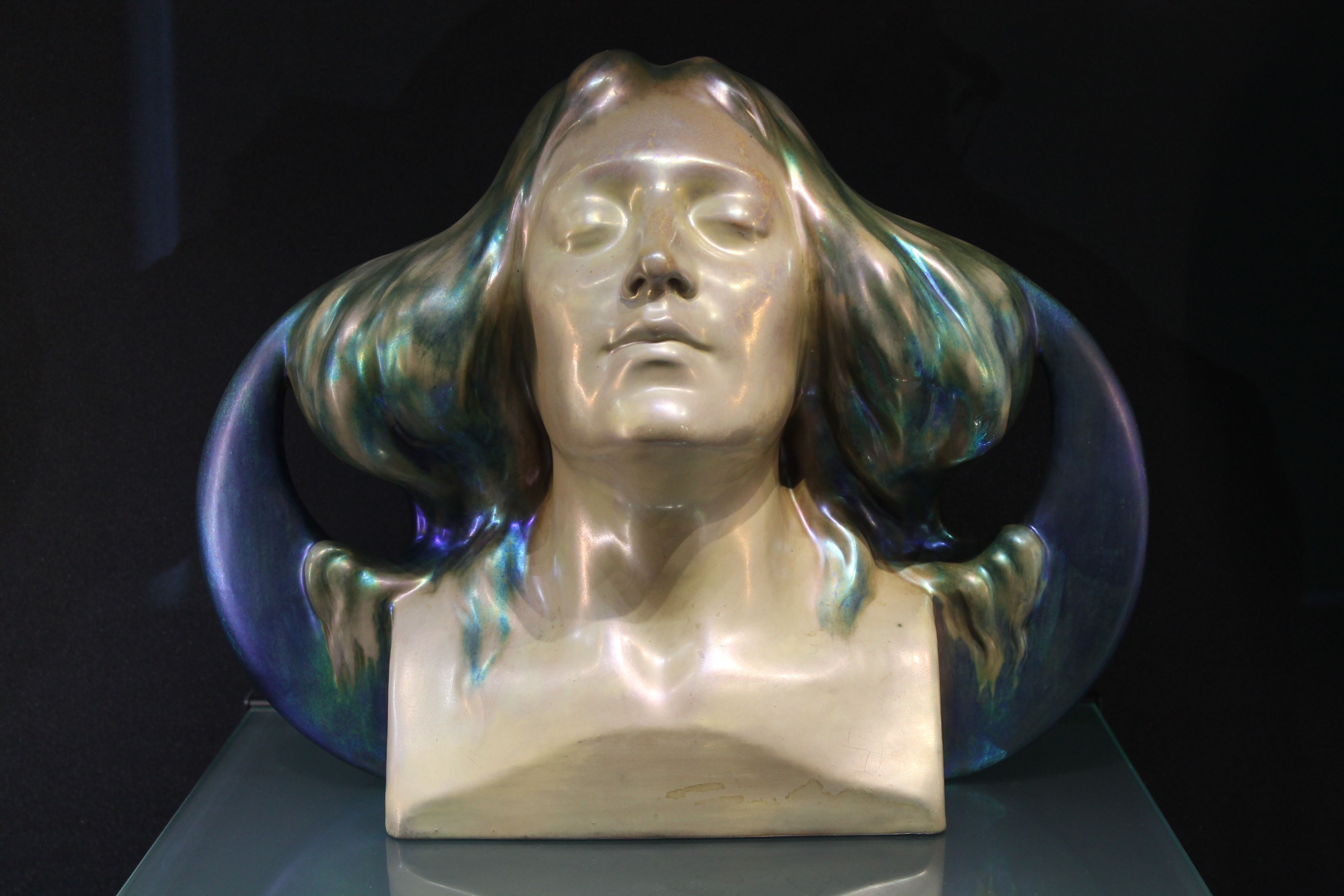
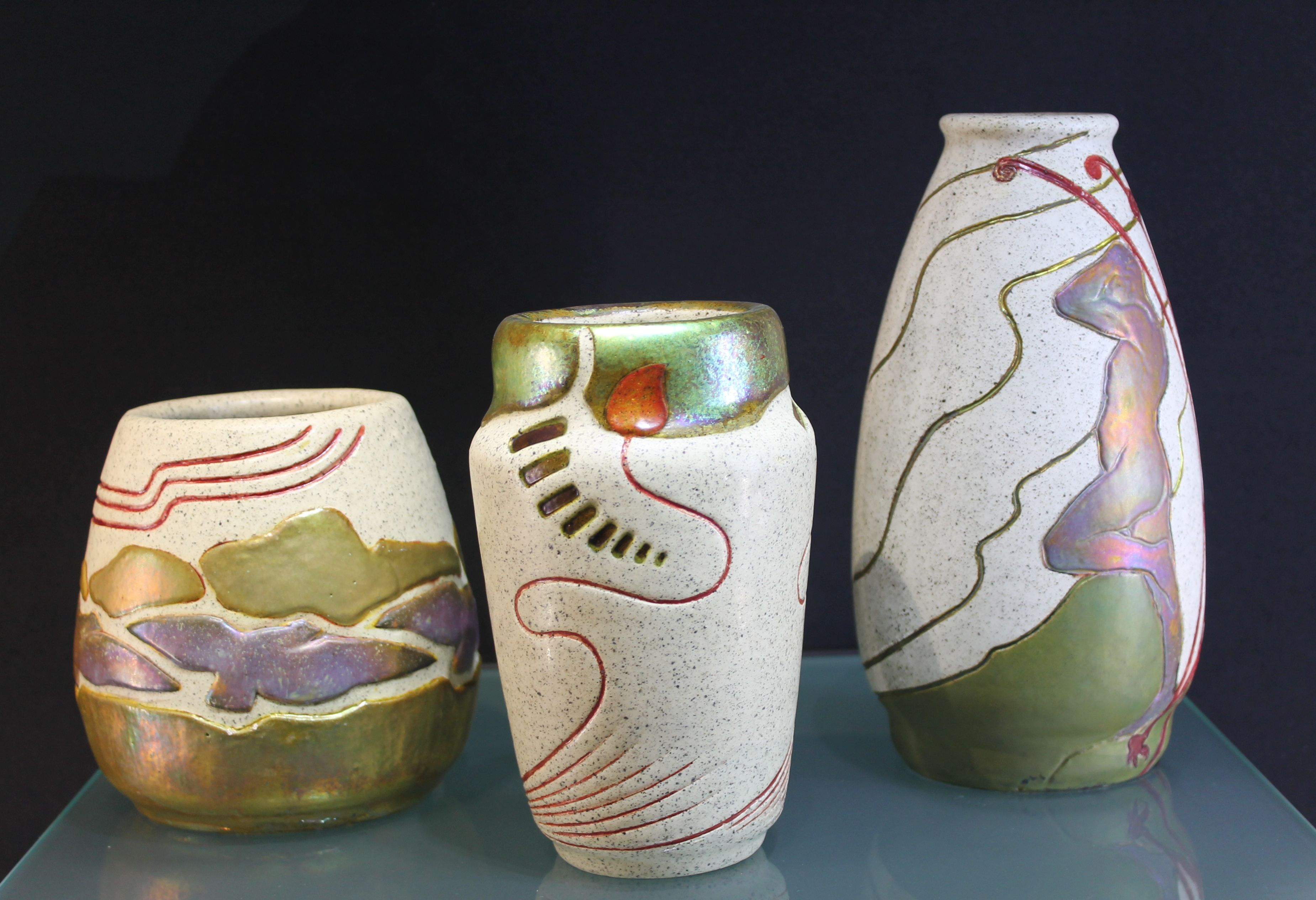
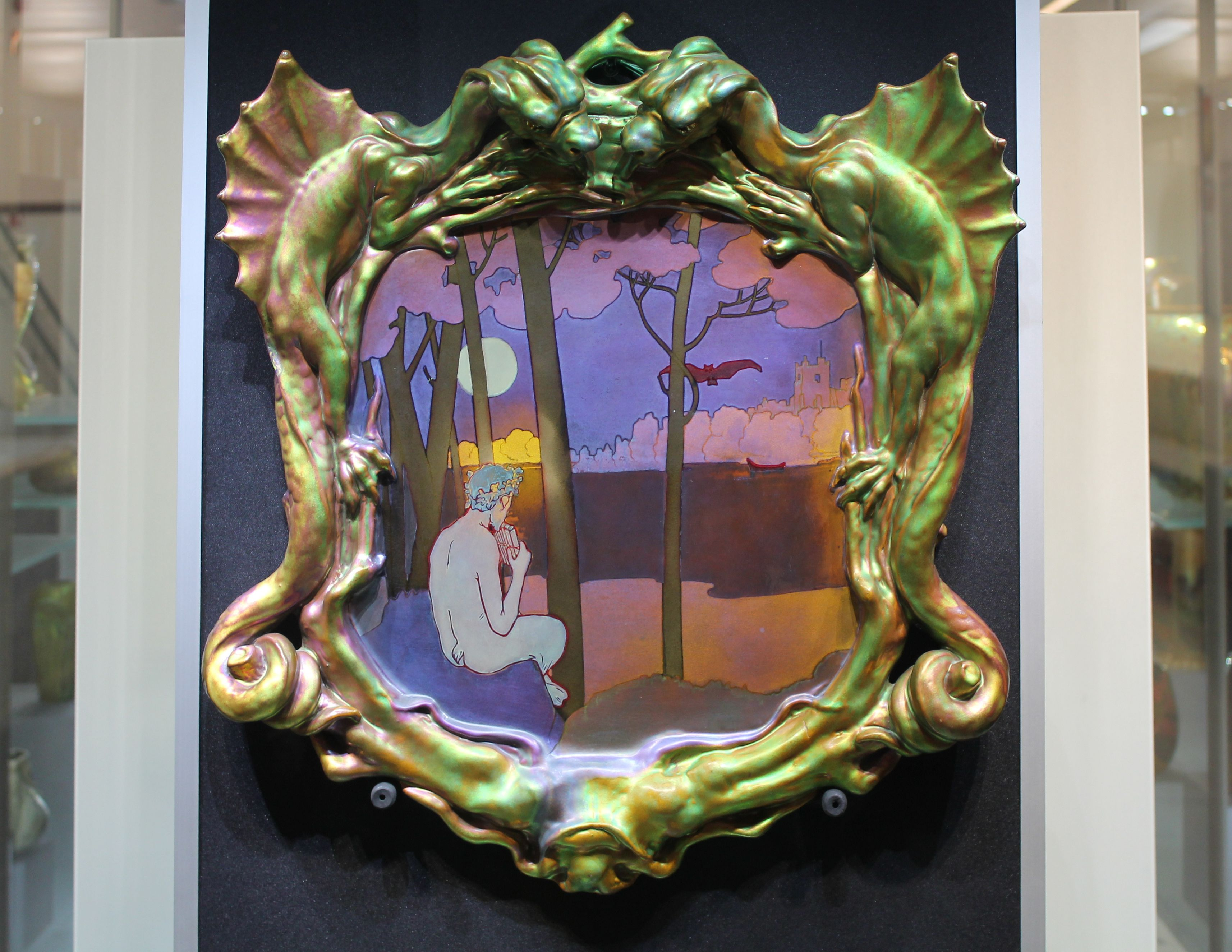
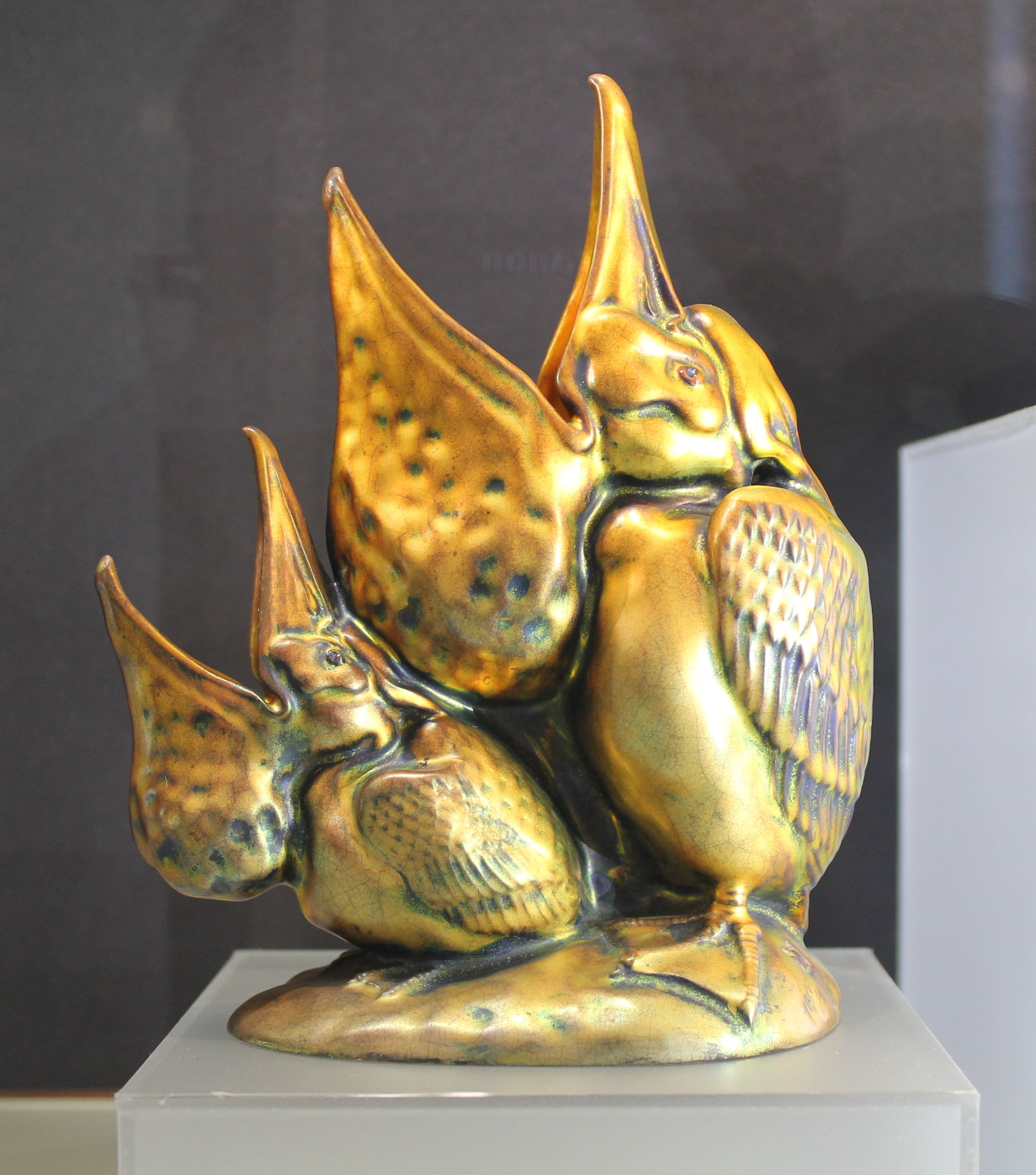
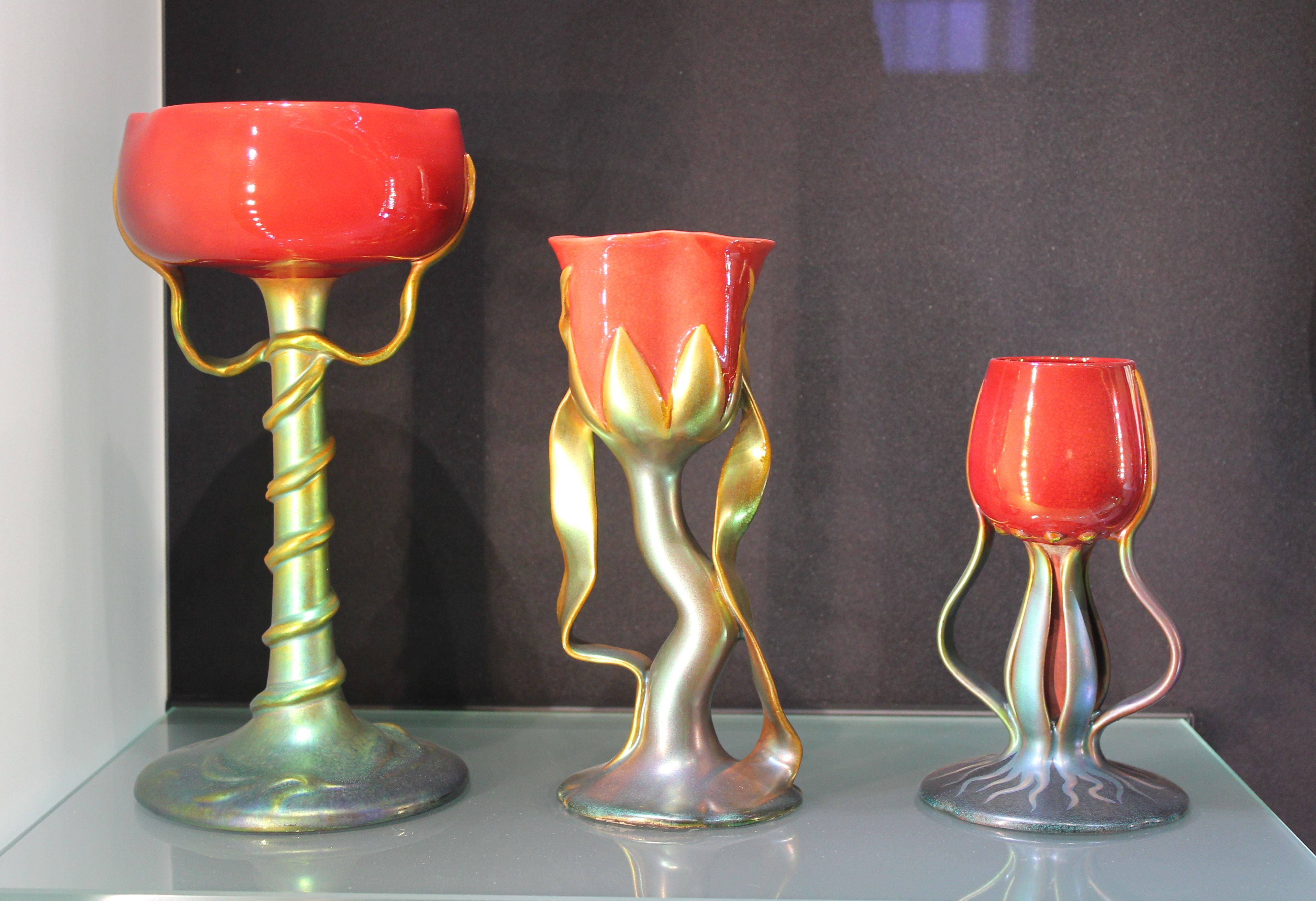
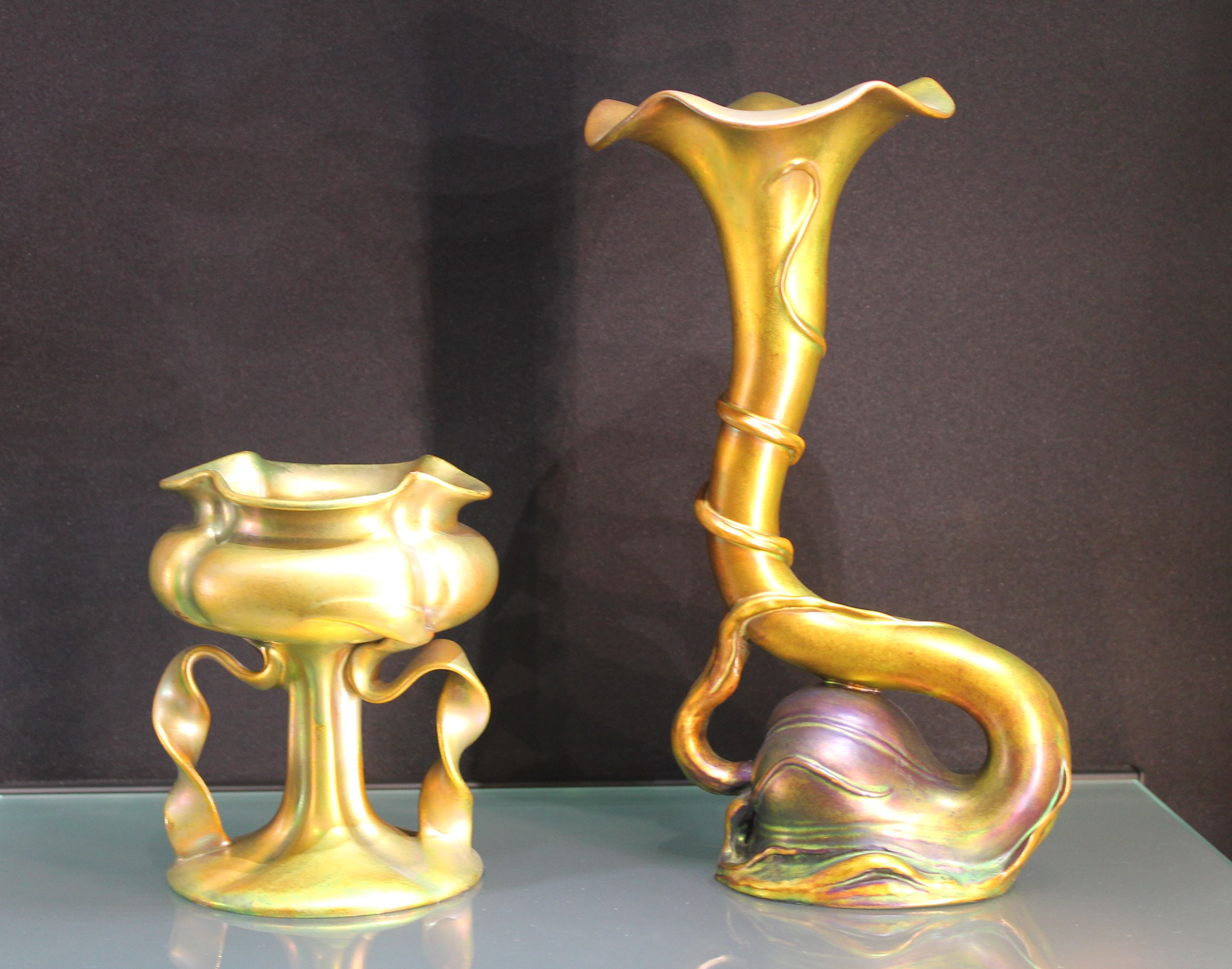
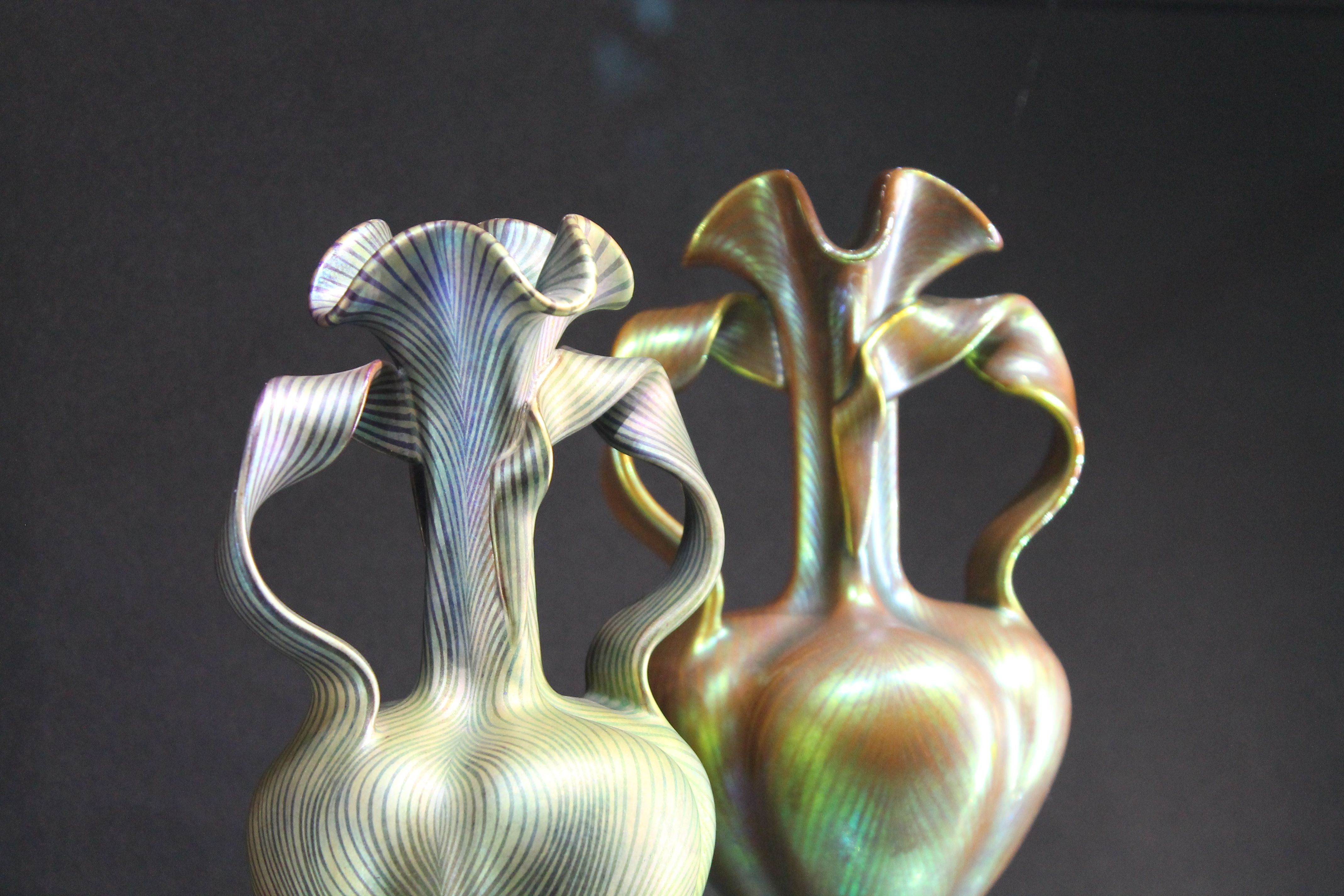
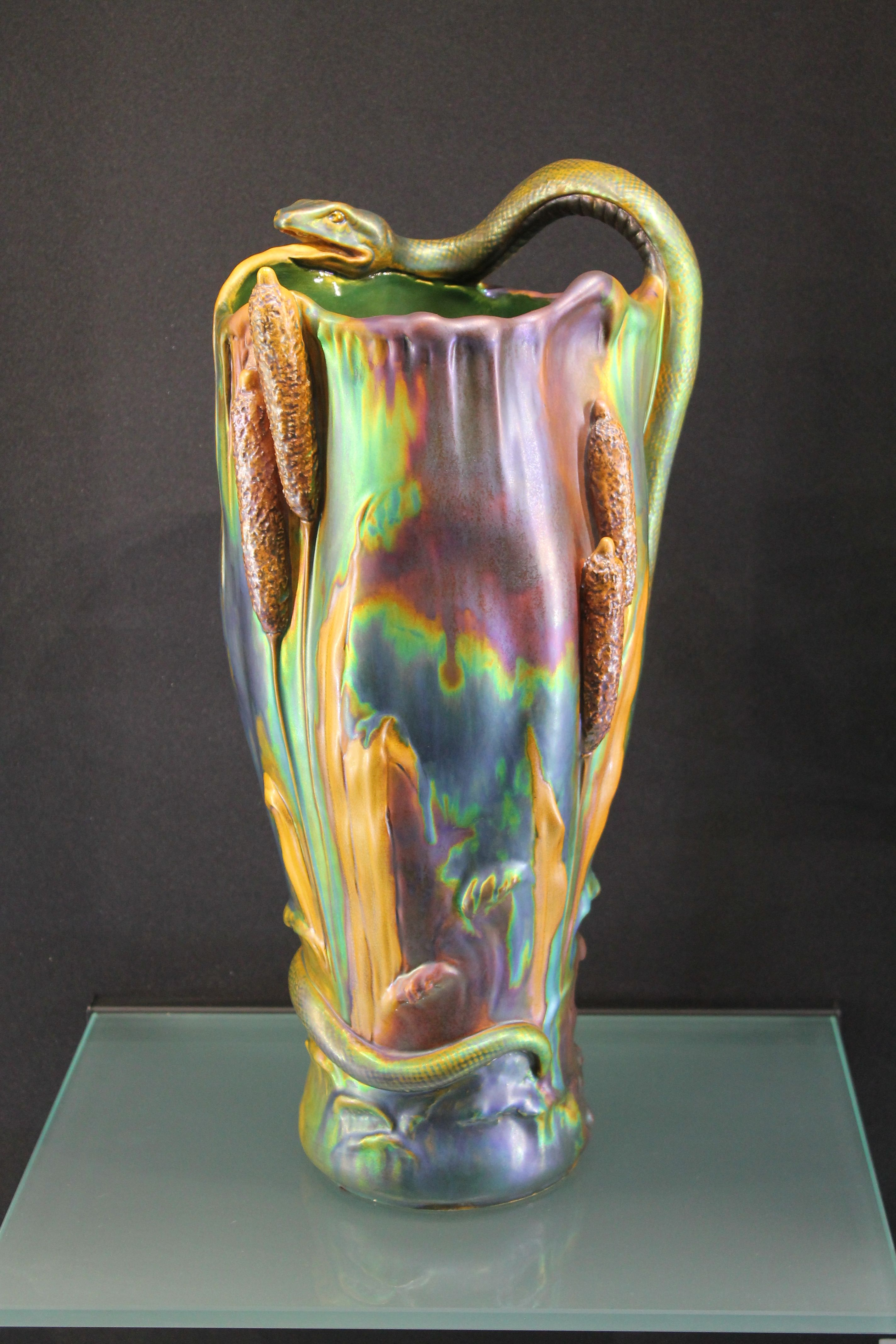
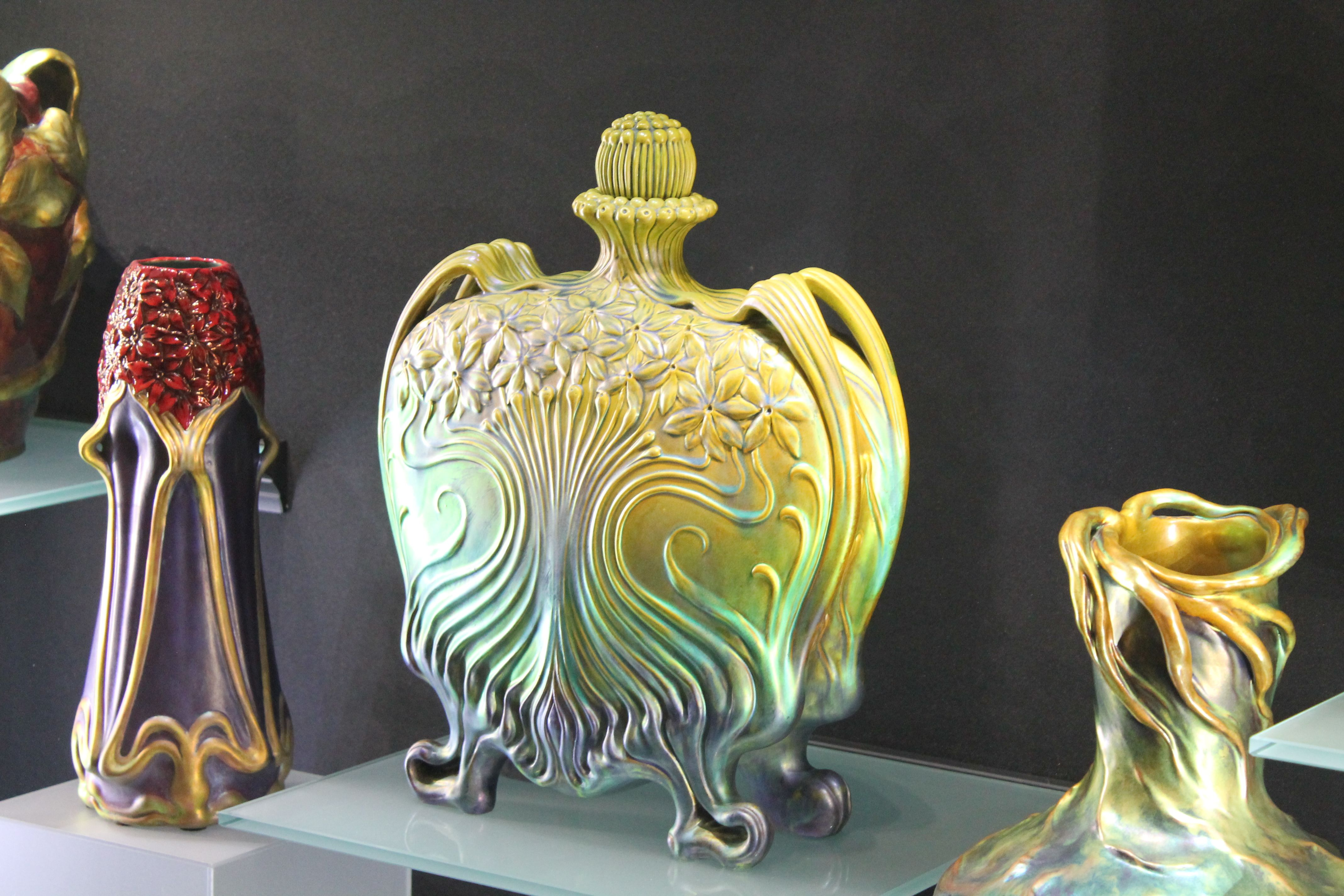
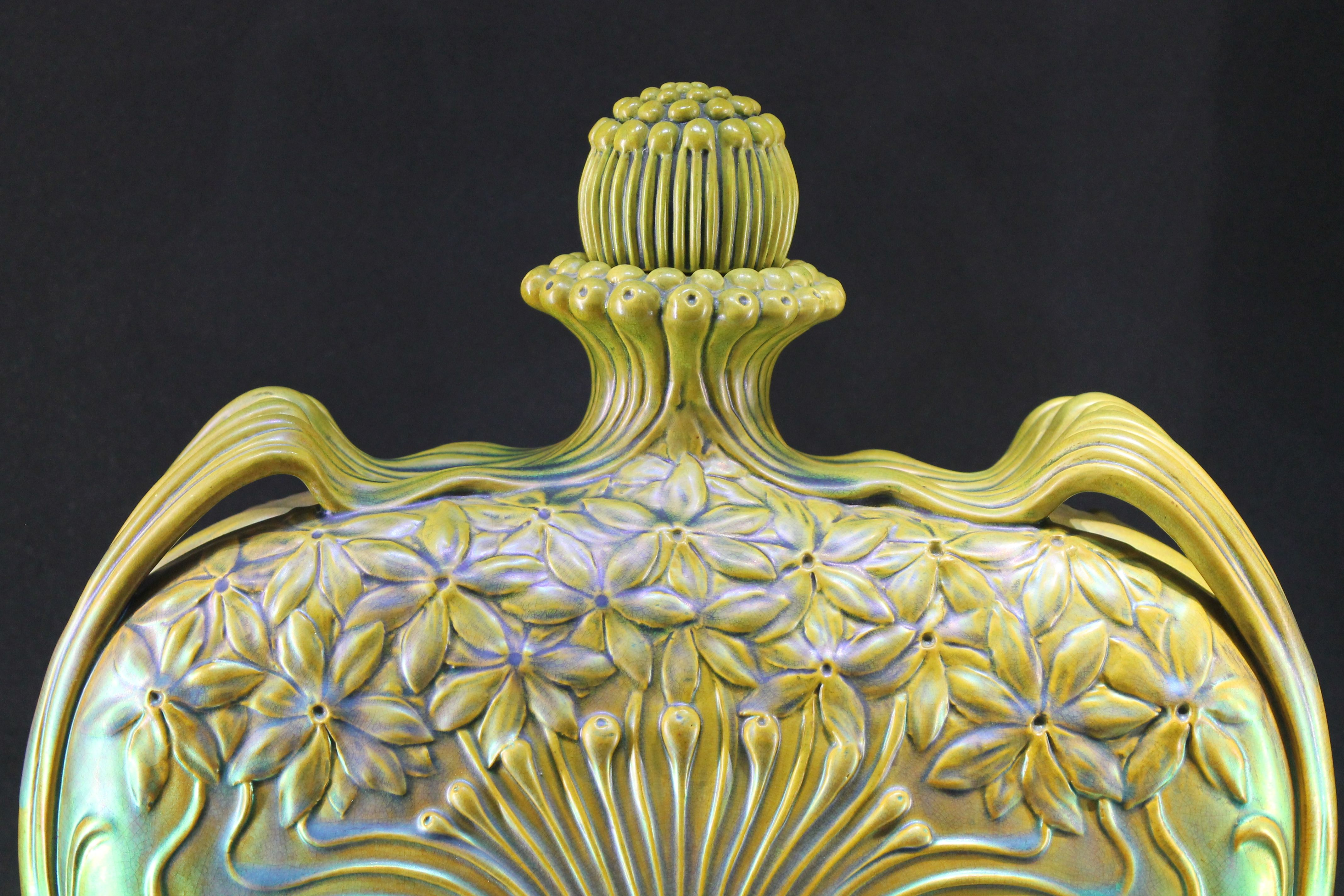
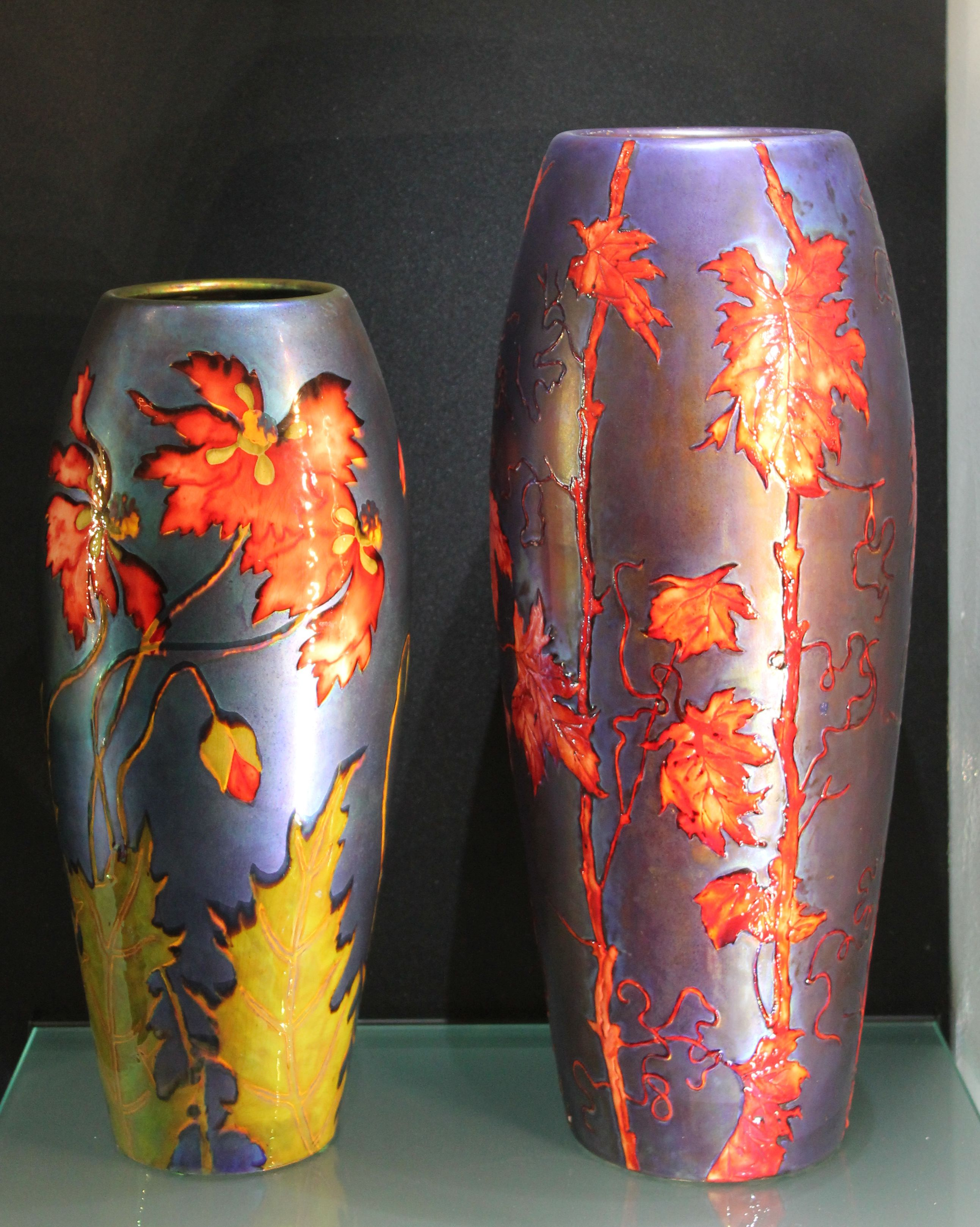
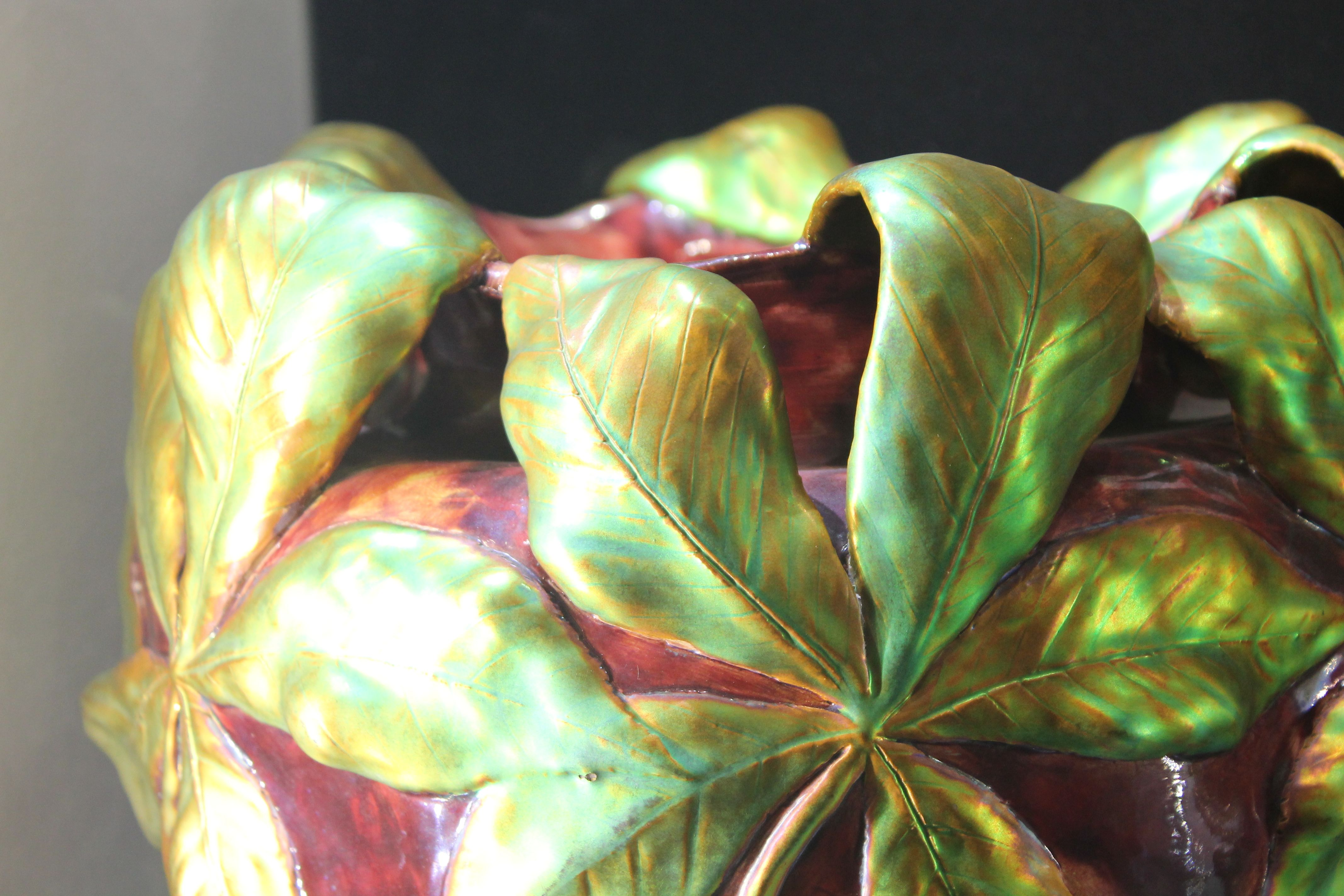
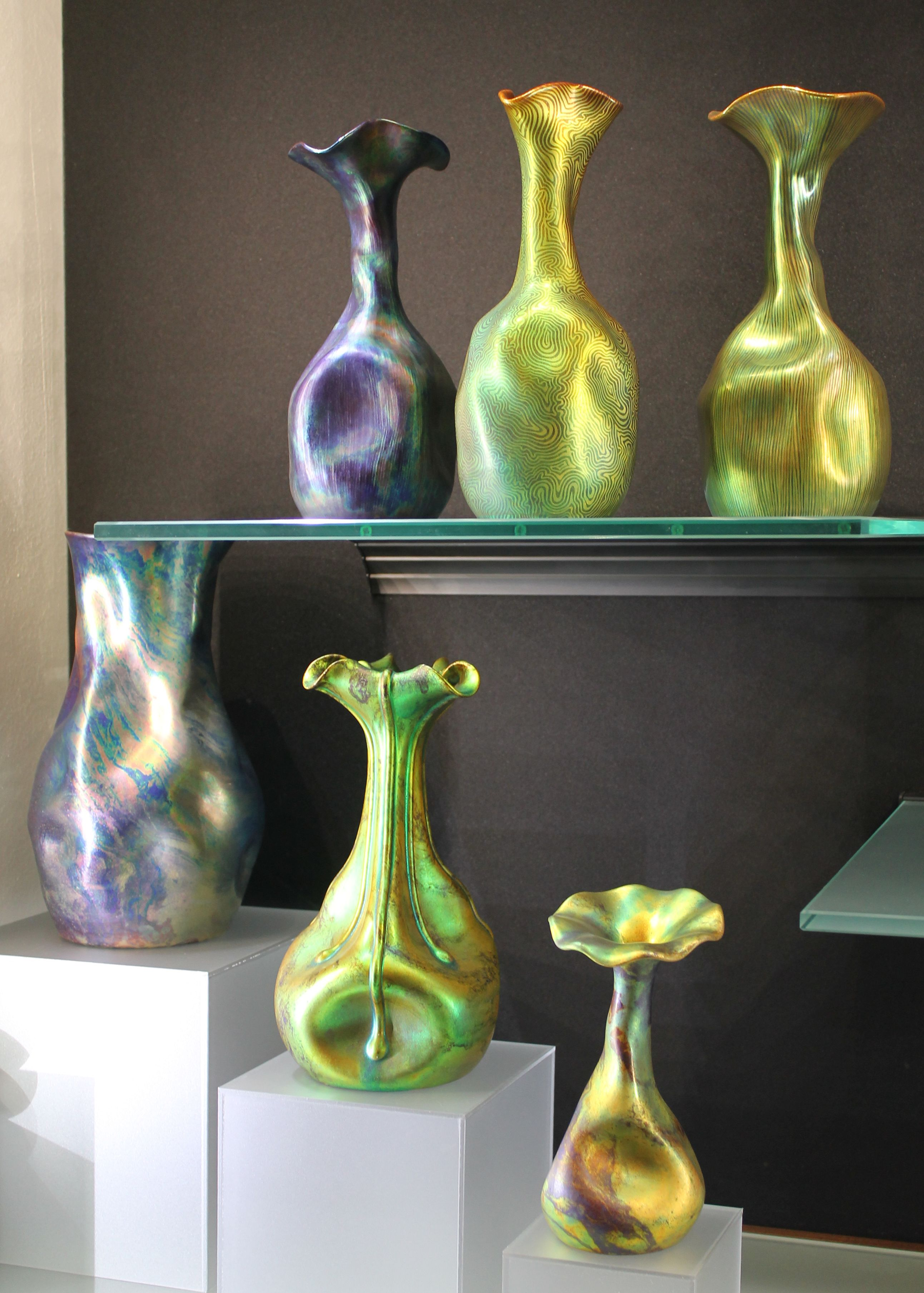
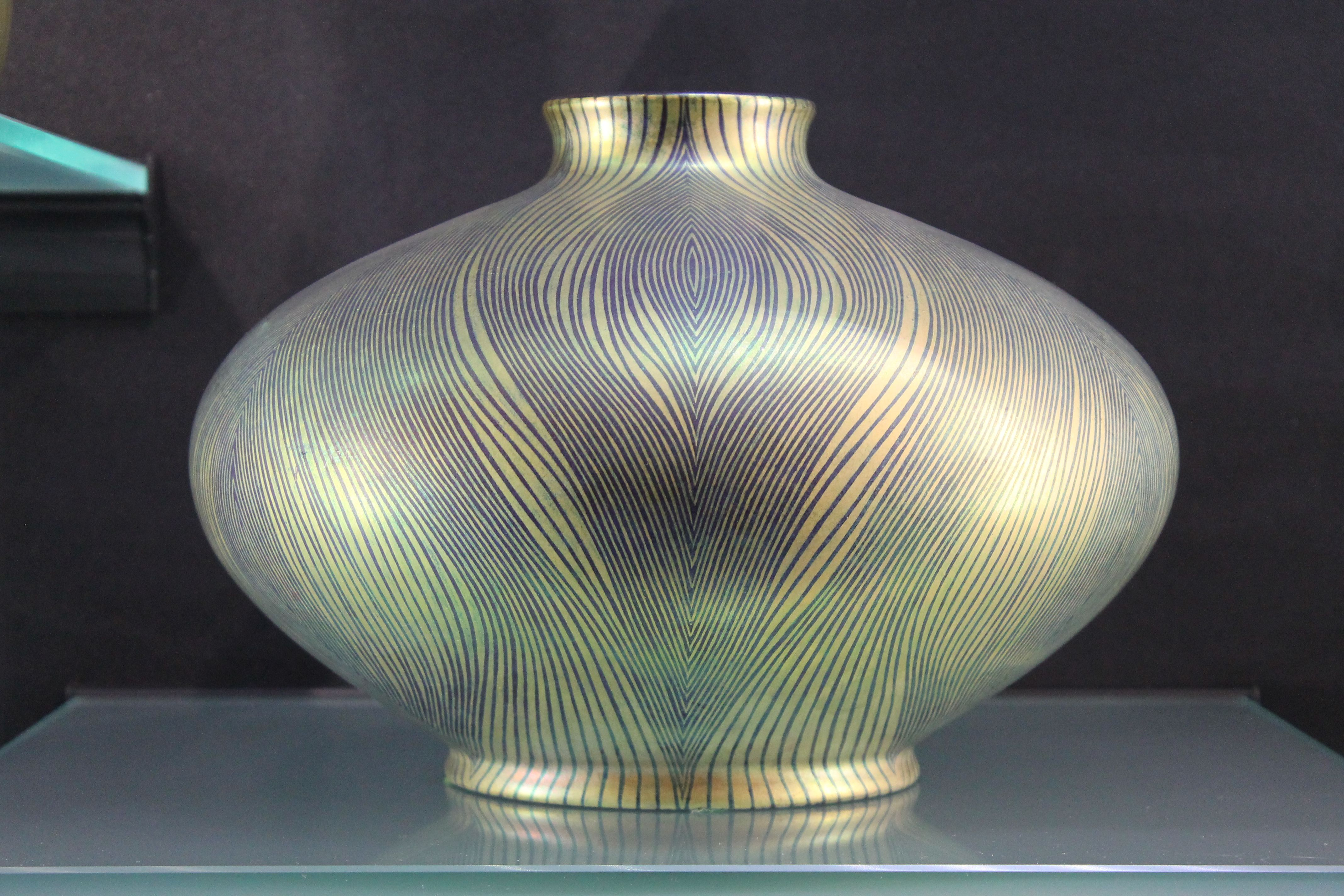
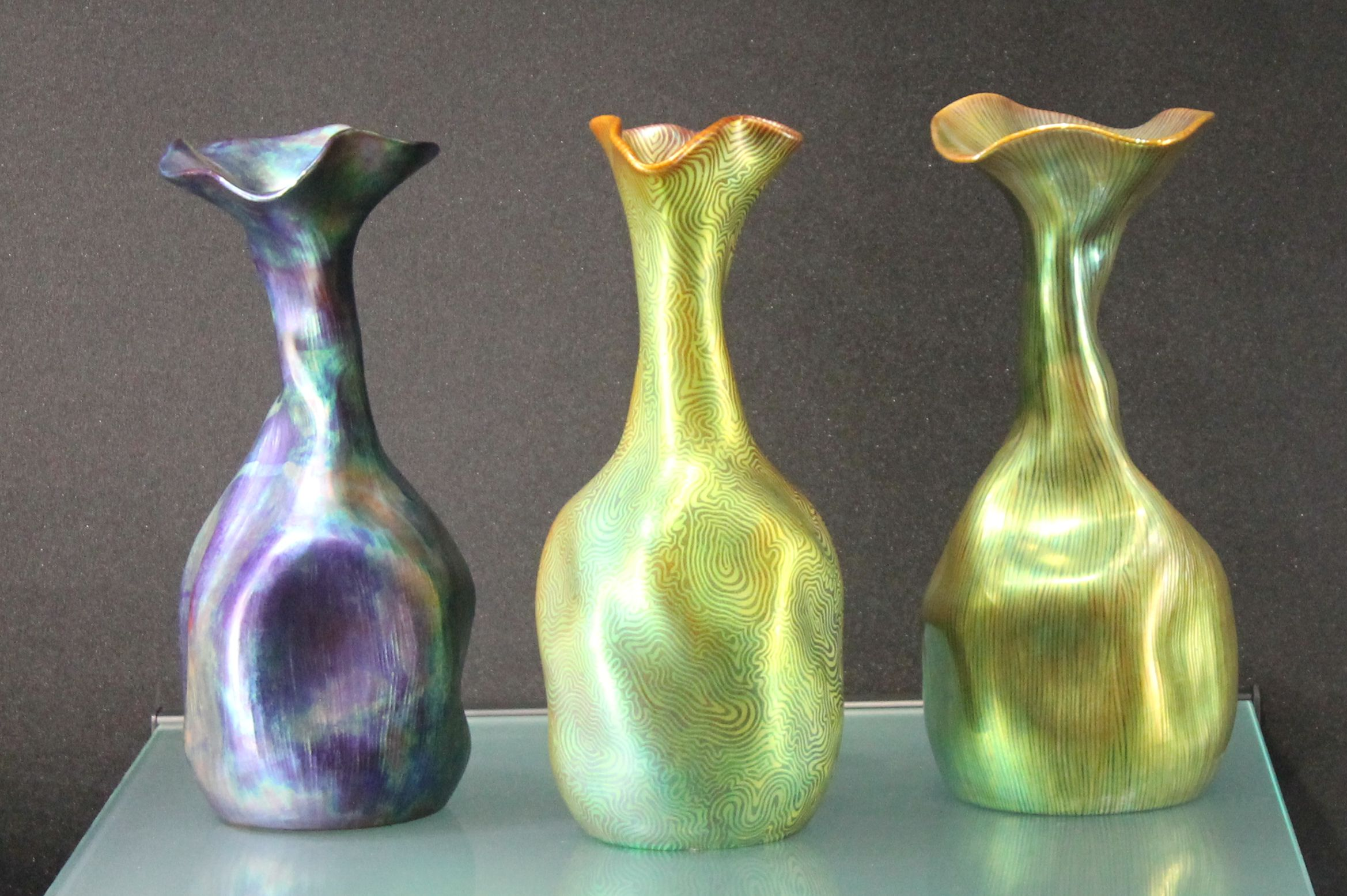